# Pteronemobius trispinosus
Pteronemobius trispinosus är en insektsart som beskrevs av Lucien Chopard 1958. Pteronemobius trispinosus ingår i släktet Pteronemobius och familjen syrsor. Inga underarter finns listade i Catalogue of Life.